# Wassili Timofejewitsch Wolski
Wassili Timofejewitsch Wolski (russisch: Василий Тимофеевич Вольский, * 10. März 1897 in Moskau; † 22. Februar 1946 ebenda) war ein sowjetischer Generaloberst der Panzertruppen.

## Leben
Wassili Wolski wurde 1897 in Moskau geboren (nach anderen Quellen im Dorf Polzikow im Bezirk Tschernski in der Provinz Tula) und arbeitete später als Schlosserassistent bei der Moskauer Straßenbahn.
1916 trat er im Zuge des Ersten Weltkriegs in die kaiserlich-russischen Armee ein und machte seine Grundausbildung beim Infanterieregiment 193. Ab Dezember 1917 stand er bei der Roten Garde und fungierte zunächst als Adjutant des Militärkommissars der Moskauer Bezirk Jakimanka, dann bis Juni 1918 als Sekretär der Außerordentlichen Kommission der Tscheka im Bezirk Samoskworetschje.

### In der Roten Armee
Im Russischen Bürgerkrieg kämpfte er in den Reihen der Roten Armee, von Juni–August 1918 als Kommissar des 28. Koslower-Schützen-Regiments und von September 1918 bis August 1920 war er stellvertretender Kommissar der bewaffneten Eisenbahnzüge der Südfront. Von September bis November 1920 war er Stellvertretender Kommandeur des Innendienstes des Militärbezirks Ostsibiriens. Er wurde Leiter der politischen Abteilung der 8. Schützen-Brigade (November 1920 bis Januar 1921), dann Militärkommissar der 13. Kavallerie-Division (Februar bis April 1921) und Militärkommissar der Gruppe der Streitkräfte in Semipalatinsk (April bis Oktober 1921). Von Oktober 1921 war er ein Jahr lang Militärkommissar der 10. Kavalleriedivision. Wolski absolvierte von Oktober 1922 bis Oktober 1926 die Frunse-Militärakademie in Moskau. Von Oktober 1926 bis August 1927 absolvierte er die Ausbildung zum Schwadronschef im 73. Kavallerie-Regiments und wurde dann bis Dezember 1929 abwechselnd Kommandeur des 86., 69. und 37. Kavallerie-Regiments. Ab September 1931 war er Stellvertretender Inspektor der motorisierten Truppen der Roten Armee. Von Februar bis Mai 1932 war er Leitender Militärvertreter in der Ingenieursabteilung (Engineering of Department) "Arkosa" in England. Von Dezember 1932 bis Dezember 1934 war er Kommandeur der 6. mechanisierten Schützen-Brigade, dann stand er für ein Jahr als Kommandeure der Roten Armee zur Verfügung. Ab November 1935 fungierte er als Leiter der technischen Abteilung der sowjetischen Handelsmission in Mailand. Von Januar 1936 bis Mai 1939 stand er der Geheimdienstdirektion des Hauptquartiers der Roten Armee zur Verfügung. Er wurde am 17. Januar 1936 zum Brigadekommandeur befördert und fungierte ab 1938 als Militärattaché in der sowjetischen Botschaft in Italien. Seit 20. Mai 1939 war er Stellvertretender Chef der Stalin-Militärakademie für Mechanisierung und Motorisierung in Moskau. Am 6. April 1940 wurde er zum Generalmajor befördert.

### Im Zweiten Weltkrieg
Nach dem deutschen Angriff war zunächst stellvertretender Befehlshaber der 21. Armee und wurde am 1. Juli 1941 zum Stellvertretender Befehlshaber der Panzertruppen der Südwestfront ernannt. Er nahm an der Schlobin-Rogatschewer Operation, an der Kesselschlacht bei Smolensk und der Kiewer Verteidigungsoperation teil. Ab Januar 1942 war er stellvertretender Generalinspektor der Hauptdirektion der Panzerwaffe und ab April 1942 Stellvertretender Befehlshaber der Panzertruppen der Krim- und Nordkaukasusfront. Im Oktober 1942 wurde er Kommandeur des 4. mechanisierten Korps, das während der Schlacht von Stalingrad eine bedeutende Rolle bei der sowjetischen Gegenoffensive Uranus spielte. In den folgenden Kämpfen trat sein Korps in den Kampf gegen die Entsatzversuche der deutschen Heeresgruppe Don ein, welche vergeblich versuchte die deutsche 6. Armee freizukämpfen. Das Panzerkorps erhielt für seine Leistungen den Ehrennamen "Stalingrader" und wurde zum 3. Garde-mechanisierten Korps umbenannt. Ende März 1943 musste Wolski krankheitsbedingt die Front verlassen, nach seiner Wiederherstellung wurde er im Juni 1943 zum stellvertretenden Kommandeur der gepanzerten und mechanisierten Truppen der Roten Armee und am 2. Juli 1943 zu Generalleutnant befördert. Vom 18. August 1944 bis 16. März 1945 war er Kommandeur der 5. Gardepanzerarmee und nahm im Rahmen der 1. Baltischen Front nahm an der Memel-Offensive teil. Im Rahmen der 2. Belorussischen und ab Februar 1945 – der 3. Weißrussischen Front war die 5. Garde-Panzerarmee an der Ostpreußischen Operation (Januar – April 1945). Wolskis Panzerarmee wurde dabei im Aufmarschraum der 48. Armee eingeführt, brach in Richtung Mława und Lidzbark durch die tiefgestaffelte deutsche Verteidigung durch und erreichte die Ostsee nördlich von Elbing. Dabei wurde der Rückzug der deutschen 2. Armee nach Westpreußen abgeschnitten. Kommandeur der Panzerarmee der 5. Garde (18. August 1944 – 16. März 1945). Er wurde am 26. Oktober 1944 zum Generaloberst der Panzerkräfte ernannt. Im März 1945 musste er nach Symptomen der Tuberkulose zur Behandlung nach Moskau abgehen. Er starb am 22. Februar 1946 in Moskau, wurde auf dem Nowodewitschi-Friedhof beigesetzt und hinterließ seine Frau Tatjana Anatoljewna als Witwe.

### Auszeichnungen
- 2 Leninorden (15. Dezember 1943, 21. Februar 1945)
- 2 Rotbannerorden (3. November 1944, 29. Juni 1945)
- Suworoworden I. Klasse (10. April 1945)
- Suworoworden II. Klasse (28. Januar 1943)
- Jubiläumsmedaille „XX Jahre Rote Arbeiter-und-Bauern-Armee“
- Medaille „Für die Verteidigung Sewastopols“
- Medaille „Für die Verteidigung Moskaus“
- Medaille „Für die Verteidigung des Kaukasus“
- Medaille „Für den Sieg über Deutschland im Großen Vaterländischen Krieg 1941–1945“